# エイブラハム・リンカーン (原子力潜水艦)
|          |                                                               |
| 艦歴     |                                                               |
| 発注     | 1958年7月30日                                                 |
| 起工     | 1958年11月1日                                                 |
| 進水     | 1960年5月14日                                                 |
| 就役     | 1961年3月11日                                                 |
| 退役     | 1981年2月28日                                                 |
| その後   | 原子力艦再利用プログラム                                      |
| 除籍     | 1982年12月1日                                                 |
| 性能諸元 |                                                               |
| 排水量   | 水上 5,959トン 水中 6,709トン                                 |
| 全長     | 381.6 ft (116.3 m)                                            |
| 全幅     | 33 ft (10.0 m)                                                |
| 吃水     |                                                               |
| 機関     | 原子力ギアード・タービン                                      |
| 原子炉   | WEC S5W原子炉 1基                                             |
| 最大速   | 水上16ノット (30 km/h; 18 mph) 水中22ノット (41 km/h; 25 mph) |
| 兵員     | 士官12名、兵員100名（各班）                                   |
| 兵装     | ミサイル発射管16門、 21インチ魚雷発射管6門                    |

エイブラハム・リンカーン (USS Abraham Lincoln, SSBN-602) は、アメリカ海軍の原子力潜水艦。ジョージ・ワシントン級原子力潜水艦の5番艦。艦名はエイブラハム・リンカーンに因む。

## 艦歴
エイブラハム・リンカーンの建造は1958年7月30日にメイン州キタリーのポーツマス海軍造船所に発注され、1958年11月1日に起工した。1960年5月14日にマリー・L・ベックウィズ夫人によって進水し、1961年3月8日にブルー班艦長レオナード・アーブ中佐およびゴールド班艦長ドナルド・M・ミラー中佐の指揮下就役した。
エイブラハム・リンカーンは1961年3月20日に就役後の整調及び兵器試験のためフロリダ州ケープカナベラルへ向かい、6月1日にポーツマスに帰還すると整調後の信頼性試験に入った。ポーツマスを7月17日に出航し、再びケープカナベラルで試験を行った後サウスカロライナ州チャールストンに向かう。リンカーンは8月28日に第14潜水戦隊(SubRon 14)の1ユニットとして出航し、スコットランドのホーリー・ロッホに10月に到着した。11月は潜水母艦プロテウス (USS Proteus, AS-19) の横で補修を受け、作業が完了すると最初の戦略抑止哨戒を始める。
エイブラハム・リンカーンは続く4年に渡ってホーリー・ロッホを拠点として活動した。リンカーンはホーリー・ロッホでプロテウスまたはハンリー (USS Hunley, AS-31) から維持補修を受け、哨戒を行った。1962年10月にキューバ危機が発生し、4週間の維持期間途中にあったリンカーンは展開の指令を受ける。リンカーンは直ちに出航し65日間の巡航を行った。1965年10月13日にコネチカット州グロトンに到着し、オーバーホールおよび燃料補給のため10月25日にエレクトリック・ボートのドックに入る。
作業は1967年6月3日に完了し、リンカーンはホーリー・ロッホに帰還、哨戒任務を再開する。リンカーンは1972年まで哨戒と、サイモン・レイク (USS Simon Lake, AS-33) およびカノープス (USS Canopus, AS-34) による補修を交互に行った。1972年3月にリンカーンは本国への帰途に就き、4月25日にニューロンドン海軍潜水艦基地に到着する。乗組員の家族を乗せた二度の巡航を行った後、リンカーンは5月19日に太平洋艦隊に合流するため西海岸へ向かう。フロリダ州フォート・ローダーデールで停泊した後、6月1日にパナマ運河を通過しワシントン州バンゴールに向かい、ミサイルを降ろすとカリフォルニア州サンフランシスコに向かう。6月25日にリンカーンはヴァレーホのメア・アイランド海軍造船所入りしオーバーホールと燃料補給を行う。
広範囲オーバーホールは1973年12月に完了した。ピュージェット・サウンドおよびサンディエゴ海域での整調後リンカーンは1974年6月1日にパナマ運河を通過する。フロリダ州ケープカナベラルおよびサウスカロライナ州チャールストンで試験を行った後、7月26日に再びパナマ運河を通過し、新たな母港のハワイ州真珠湾に向かう。真珠湾には9月10日に到着した。続いて前線基地のグアムに向かい、10月18日に到着する。リンカーンはグアムからマリアナ諸島で戦略抑止哨戒を行った。続く4年に渡ってグアムを拠点として活動し、多くの試験、演習を行った。1977年にリンカーンは50回の戦略抑止哨戒を完了した最初の弾道ミサイル潜水艦となった。
エイブラハム・リンカーンは1979年10月に最後の哨戒を終えて、10月30日にバンゴールでミサイルを降ろした。退役に備えた不活性化オーバーホールは1980年から81年にかけて行われ、エイブラハム・リンカーンは1981年2月28日に退役、1982年12月1日に除籍された。リンカーンは1994年5月10日にピュージェット・サウンド海軍工廠で原子力艦再利用プログラムに従って解体された。